# Manie van Rensburg
Pour les articles homonymes, voir Janse, Janse van Rensburg et Rensburg.
Hermanus Philippus (Manie) Janse van Rensburg  (né le 24 octobre 1945 à Krugersdorp - mort le 3 décembre 1993 à Johannesburg) était un cinéaste d'Afrique du Sud, issu de la communauté afrikaner. 

## Biographie
Fils de Charl Francois Janse van Rensburg et de Hermanni Philippa née van Aswegen, Manie van Rensburg est diplômé en anglais et psychologie de l'université de Potchefstroom. 
Il a été marié avec Anita Maria ERASMUS avec laquelle il eut une fille, Anina Janse van Rensburg née en 1972. 
Divorcé, il épousa en secondes noces l'actrice Grethe Fox. Le couple se sépara en avril 1992. 
Le 8 juillet 1987, il fut l'un des intellectuels sud-africains à rencontrer des membres du Congrès national africain à Dakar au côté de Frederik van Zyl Slabbert. 
Dépressif à la suite d'un accident qui l'avait handicapé, Manie van Rensburg s'est suicidé d'une balle de 357 Magnum à l'âge de 48 ans à son domicile de Vierde Laan du quartier de Melville à Johannesburg. Il est enterré au cimetière de Sterkfontein au côté de son père.

## Carrière de cinéaste
Manie Van Rensburg commença sa carrière de cinéaste en 1967. D'abord cameraman sur le plateau du film Hoor My Lied, il fonde en 1969 sa propre compagnie indépendante, Visio Films, qui lui permet de financer et réaliser à l'âge de 22 ans un long métrage sur la solitude des Afrikaners urbains, Freddie's in Love en 1971.
Il poursuit ensuite une carrière cinématographique fructueuse réalisant notamment Die Bankrower (1973), Geluksdal (1974) et Die Square (1975). 
Il poursuit ensuite une grande partie de sa carrière sur les écrans de la télévision sud-africaine pour laquelle il réalise des films et des feuilletons. 
En 1985, il reçoit le prix du festival du film international de New York pour Heroes un long métrage consacré aux racines du nationalisme afrikaner. 
Son partenariat prolifique avec la télévision publique sud-africaine SABC (South African Broad Casting) prend brutalement fin en 1987 après la rencontre de Dakar. 
En 1989, il reçoit un prix du festival du film de Londres pour The Native who Caused all the Trouble. 
Sa plus grande production The fourth reich en 1990 fut présentée au festival de Cannes dans une version que renia Van Rensburg. 
Il reçut d'autres distinctions honorifiques durant sa carrière notamment de l'académie sud-africaine des sciences et des arts ainsi que de la fondation culturelle de la langue afrikaans (Afrikaanse Taal en kultuurvereniging).

## Filmographie

### Films en afrikaans
- Freddie's In Love (1971),
- Die Bankrower (1973),
- Geluksdal (1974),
- Die Square (1975).

### Film et feuilleton pour la télévision
- Willem (1975), feuilleton,
- Sebastian Senior (1976), feuilleton,
- Mickey Cannis Caught My Eye (1979),
- Good News (1980),
- Doktor Con Viljee se Overberg (1981),
- Anna (1982);
- Verspeelde Lente (1983);
- Die Perdesmous (1982);
- Sagmoedige Neelsie (1983), inspiré de l'œuvre de Cornelis Jacobus Langenhoven
- Die Vuurtoring (1984),
- Heroes (1985)
- The Mantiss Project (1986)

### Film international
- 1989 : The Native Who Caused All The Trouble
- 1990 : The fourth reich
- 1991 : Taxi to Soweto